# Autostrada A16 (Franța)
Autostrada franceză A16 (în franceză Autoroute A16), cunoscută sub numele de „L'Européenne”, leagă nordul regiunii pariziene (la nivelul nodului rutier Croix Verte), de granița cu Belgia la Bray-Dunes, în departamentul Nord. Aceasta deservește succesiv orașele Beauvais, Amiens, Abbeville, Boulogne-sur-Mer, Calais și Dunkerque în regiunea Hauts-de-France, continuând apoi pe autostrada belgiană A18 către Oostende și Bruges. Traseul său urmează în mare parte itinerarul fostei șosele naționale RN 1. Autostrada are o lungime de 312 km și, de la Abbeville, urmează litoralul Mării Mânecii, iar de la Calais până la granița belgiană, pe cel al Mării Nordului. Porțiunea dintre Dunkerque și Abbeville face parte din „Ruta Estuarelor”, care continuă apoi spre Rouen prin autostrada A28.
Între kilometrul 0 și Boulogne-sur-Mer, gestionarea autostrăzii A16 este concesionată către Sanef până la 31 decembrie 2032. De la Boulogne-sur-Mer până la granița cu Belgia, întreținerea, exploatarea și administrarea sunt asigurate de Direcția Interdepartamentală a Drumurilor Nord (DIRN). Această ultimă secțiune a autostrăzii este fără taxă de drum, din dorința de a menține gratuit accesul către cele trei mari porturi din regiune pentru traficul din Lille și Belgia.
Autostrada are 2 × 2 benzi pe cea mai mare parte a lungimii sale, cu excepția câtorva porțiuni unde lățimea crește la 2 × 3 benzi (în jurul orașelor Calais și Dunkerque). Viteza este limitată la 130 km/h, cu excepția zonei urbane din Boulogne-sur-Mer și a ultimilor kilometri din Île-de-France, unde limita scade la 110 km/h. În noiembrie 2014, limita de viteză a fost redusă la 90 km/h în jurul orașului Dunkerque din motive de siguranță și ecologie, iar în mai 2015, viteza a fost redusă în jurul orașului Calais din cauza crizei migratoare.
Între Abbeville și Boulogne-sur-Mer, autostrada A16 este adesea descurajată pentru rulote din cauza vânturilor puternice care bat dinspre Canalul Mânecii. În cazul vânturilor de peste 70 km/h, viteza este limitată la 90 km/h pe viaducte, pentru toate tipurile de vehicule. Dacă viteza vântului depășește 90 km/h, viteza este redusă la 70 km/h pe viaducte, pentru toate vehiculele, și circulația este limitată la o singură bandă pe fiecare sens.

## Istorie

### Origini
Secțiunea neconcesionată a autostrăzii, cu o lungime de 85 km, a fost pusă în funcțiune în mare parte în 1993, între Boulogne-sur-Mer și Dunkerque, iar în 1997 au fost finalizați cei trei kilometri rămași până la granița franco-belgiană.
Tronsonul dintre regiunea pariziană și Amiens a fost deschis în 1994, ocolirea orașului Amiens în 1995, partea dintre Amiens și Abbeville în 1997, iar ultimul tronson, între Abbeville și Boulogne-sur-Mer, a fost deschis pe 15 mai 1998. Construcția viaductului Echinghen, situat la câțiva kilometri sud de Boulogne-sur-Mer, a fost finalizată în septembrie 1997. Cu o lungime de 1,3 km și o înălțime maximă de 75 de metri, acest pod, proiectat de arhitectul Pierre-Louis Carlier, a fost cel mai mare viaduct construit pe traseul autostrăzii A16. Întregul tronson a fost concesionat companiei Sanef prin decretul din 29 octombrie 1990.
Abia începând cu anul 2005, ieșirile între Boulogne-sur-Mer și Belgia au fost renumerotate pentru a asigura continuitatea între cele două segmente construite.
Multe autostrăzi au fost construite în regiunea Nord-Pas-de-Calais, dar realizarea autostrăzii A16 a fost mult mai perturbată decât celelalte. În 1992, în urma alegerii lui Marie-Christine Blandin, din partea Partidului Verde, la conducerea regiunii, proiectul a intrat într-un moratoriu de câteva luni înainte de a începe execuția. După finalizarea parțială din 1998, lucrarea nu va fi inaugurată oficial. Pe invitațiile la ceremonie figura numele lui Charles Baur, președintele regiunii Picardie, care a fost ales cu ajutorul voturilor Frontului Național (astfel cunoscut astăzi sub numele de Rassemblement National), ceea ce a scandalizat aleșii din Nord-Pas-de-Calais. Sanef a anulat ceremonia de inaugurare prevăzută la Boulogne-sur-Mer.

### Prelungirea către Paris
Autostrada A16 se oprește în nordul Île-de-France și nu este legată direct de Paris. Masterplanul din 1965 pentru regiunea Île-de-France prevede prelungirea A16 până la bulevardul periferic din Paris, la nivelul porții Aubervilliers. Următoarele planuri generale (din 1976, 1984 și 1994) prevăd de asemenea un prelungire, dar până la autostrada A86, la nivelul La Courneuve (trecând prin parc departmental La Courneuve). O consultare, organizată în acest scop între octombrie și decembrie 1994, este validată de ministrul Bernard Pons pe 5 mai 1995, o alegere contestată local.
Pe 23 septembrie 1997, noul ministru Jean-Claude Gayssot, decide că A16 nu va traversa Seine-Saint-Denis și că se va opri la Gonesse, pe bulevardul Parisis, cu o prelungire către Francilienne care trebuie realizată inițial. Pe 3 noiembrie 2001, ministrul confirmă în fața Senatului, ca răspuns la senatoarea Marie-Claude Beaudeau, că studiile nu evidențiază necesitatea unei prelungiri dincolo de Francilienne. Cu toate acestea, din 2004, odată cu finalizarea autostrăzii A115, este asigurată o continuitate a autostrăzilor și a drumurilor rapide între A16 și capitală, prin nord-vest.
Apoi, s-a decis prelungirea A16 pe aproximativ 8 km până la intersecția La Croix Verte (RN 104) printr-o adaptare la normele autoroutiere a drumului național 1 pe 3 km în apropierea Nerville-la-Forêt, urmată de crearea unei noi porțiuni care ocolește comunele Maffliers și Montsoult (RN 1 fiind frecventată zilnic de 40.000 de mașini în aceste două comune). La nord-est de Maffliers, A16 trebuie să intersecteze linia SNCF Paris – Beauvais, linia H a Transilienului și de trei ori oleoductul care alimentează Aeroportul Internațional Paris–Charles de Gaulle.
Studiile preliminare pentru această prelungire sunt finalizate în primăvara anului 2006, iar patru variante sunt propuse. O consultare pe baza studiilor are loc în comunele afectate de proiect în februarie 2006, sub forma unor expoziții cu panouri. Ancheta publică, comună pentru prelungirea autostrăzii A16, precum și pentru cele două operațiuni conexe (reamenajarea intersecției de la Croix Verte și reconfigurarea RN 1), ar fi trebuit să se desfășoare în semestrul al doilea din 2006. Obiectivul pentru începutul lucrărilor era 2009, cu o punere în funcțiune planificată pentru 2012. Această nouă secțiune de 8,5 km va fi liberă de taxă de drum și concesionată SANEF.
Comisia națională pentru dezbaterea publică decide, pe 7 iunie 2006, să organizeze o dezbatere publică pe marginea acestui proiect, ca urmare a solicitării consiliului regional Île-de-France și a organizației France Nature Environnement; această dezbatere are loc în toamna anului 2007.
Pe 16 iulie 2008, statul a ales una dintre variantele propuse. Noi studii sunt inițiate pe baza soluției B, conform comenzii ministeriale din 16 iulie 2008, care include reamenajarea intersecției Croix Verte și reconfigurarea RN 1. O nouă consultare publică este inițiată în septembrie 2010 pe marginea proiectului, organizată de către beneficiar, respectiv direcția regională și interdepartamentală pentru Echipament și Amenajare. După această etapă de consultare, proiectul este supus unei anchete publice care finalizează definitiv proiectul de prelungire a A16.
Pe 11 decembrie 2014, este publicat un decret care declară de utilitate publică lucrările de prelungire a A16 între Isle-Adam și intersecția de la Croix Verte.
Lucrările au început în 2016 și s-au încheiat cu deschiderea tronsonului pe 15 noiembrie 2019. Intersecția de la Croix Verte a fost complet reamenajată pentru a facilita deplasările între A16 și Francilienne, între cele două părți ale Francilienne și între A16 și RD 301 (fosta RN 1) către/de la Sarcelles. RN 1 a fost complet reclasificată în departamentul Val-d'Oise.

### Renovarea viaductului din Echinghen
În 2017, SANEF a observat semne de uzură pe viaductul din Echinghen, situat între ieșirile nr. 28 (comuna Isques, la sud de Boulogne-sur-Mer) și nr. 29 (portul din Boulogne) al A16. Aceasta a acționat împotriva companiilor de construcție care au realizat lucrarea (în special Bouygues Construction) și le-a solicitat șapte milioane de euro.
O importantă operațiune de renovare a avut loc între sfârșitul anului 2017 și începutul anului 2018 pentru a verifica cele 331 de cabluri din oțel care susțin structura. Circulația camioanelor a fost temporar interzisă din motive de siguranță; acestea au fost nevoite să iasă la ieșirea 29 și să reintre pe autostradă la ieșirea 28 în sensul Calais spre Amiens, și invers în sensul Amiens spre Calais. Cu mult înainte, camioanele care circulau între Calais și Amiens au fost invitate să folosească autostrăzile A26, A1 și A29 (via Arras și Péronne) pentru a evita devierea odată ajunse în zona Boulogne. Celelalte vehicule circulau pe viaduct cu o viteză maximă de 90 km/h și pe o singură bandă în ambele sensuri de circulație.
În fața nerespectării acestei reglementări temporare, controalele s-au înmulțit și viteza a fost redusă la 50 km/h înainte de ieșirea precedentă, în ambele sensuri de circulație, pentru a permite camioanelor să observe mai bine semnalizarea și devierile. Radare au fost instalate pe 9 ianuarie 2018 în aceste locații. Accesul la viaduct dinspre ieșirea 29 (intrarea pe autostradă către sud) a fost de asemenea închis pentru toate vehiculele.
Aceste lucrări, a căror durată a fost prelungită de mai multe ori, au stârnit multe discuții: traficul intens de camioane deviat pe drumurile comunale din Isques și Saint-Léonard (între 2.000 și 3.000 pe zi) a cauzat numeroase perturbări pentru locuitori și mai multe lucrări de reparație pe carosabilul deteriorat. Deputatul Jean-Pierre Pont a trimis o scrisoare ministrului Transporturilor, Élisabeth Borne, solicitând obligarea SANEF să respecte angajamentul de finalizare a lucrărilor la data avansată de societate și prefectură. Pe 22 ianuarie 2018, finalizarea lucrărilor a fost din nou amânată până la 30 iunie 2018. Jean-Pierre Pont a cerut atunci redeschiderea accesului la A16 prin ieșirea 29 în sensul Calais spre Amiens și gratuitatea autostrăzii între ieșirile 27 și 29.
În ciuda acestor lucrări, un raport din 26 septembrie 2018 publicat de Ministerul Transporturilor în urma catastrofei viaductului din Genova clasifică un singur viaduct din Franța, cel din Echinghen, în categoria 3U, care include „lucrările a căror structură este grav afectată și necesită o intervenție urgentă cu stabilirea unui program de lucrări de reparație legate de insuficiența capacității portante a construcției sau de rapiditatea evoluției problemelor”.

## Traseu
| De la Montsoult la Boulogne-sur-Mer (Concesiune Sanef)         | |                |
| De la Montsoult la Chambly (Secțiune gratuită)                 | |                |
|                                                                | Începutul autostrăzii A16 |                |
| Intersecție                                                    | Intersecția dintre RN 104 și A16 la 20 km: Roissy-en-France, Aeroportul Internațional Paris–Charles de Gaulle, (A1) (doar ieșire din / intrare spre Roissy, semi-intersecție)   | RN104 A1       |
| 9 - La Croix Verte                                             | La 22 km: Montsoult, Attainville, Belloy-en-France, Domont, Sarcelles, Paris - Porte de la Chapelle (doar ieșire din / intrare spre Belgia, semi-intersecție)                   | RD301          |
|                                                                | Limitare la 110 km/h. |                |
| 10 - Presles                                                   | La 27 km: L'Isle-Adam - centru, Presles, Nerville-la-Forêt (doar ieșire din / intrare spre Paris, semi-intersecție)                                                             |                |
| Intersecție                                                    | Intersecția dintre RN 184 și A16 la 29 km: Paris - Porte Maillot (A115), Cergy-Pontoise (A15), Méry-sur-Oise, Presles (doar ieșire din / intrare spre Belgia, semi-intersecție) | RN184 A115 A15 |
| 11 - Mours                                                     | La 31 km: L'Isle-Adam - Parc de Activități, Beaumont-sur-Oise, Mours, Champagne-sur-Oise, Persan, Chambly                                                                       |                |
| De la Mours la Boulogne-sur-Mer (Secțiune cu plată)            | |                |
|                                                                | Limitare la 130 km/h. |                |
| 12 - Chambly                                                   | La 34 km: Persan, Chambly (doar ieșire din / intrare spre Belgia, semi-intersecție)                                                                                             |                |
|                                                                | Trecerea din departamentul Val-d'Oise în departamentul Oise. Trecerea din regiunea Île-de-France în regiunea Hauts-de-France.                                                   |                |
| Punct de taxare                                                | Punctul de taxare Amblainville (cu sistem închis) |                |
| 13 - Méru                                                      | La 43 km: Méru, Gisors, Amblainville |                |
|                                                                | Zona de odihnă Lormaison (în ambele sensuri) |                |
|                                                                | Zona de odihnă Auteuil (sensul Paris > Belgia), Grand Courtil (sensul Belgia > Paris)                                                                                           |                |
| 14 - Beauvais - sud                                            | La 68 km: Beauvais, Allonne, Auneuil, Rouen, Mantes-la-Jolie (RN 31) | RD1001 RN31    |
| 15 - Beauvais - nord                                           | La 72 km: Beauvais, Troissereux, Milly-sur-Thérain, spre Clermont, Compiègne și Creil                                                                                           | RN31           |
|                                                                | Zona de odihnă Chêne Peuquet (sensul Paris-Belgia), Grand Bois (sensul Belgia-Paris)                                                                                            |                |
| 16 - Hardivillers                                              | La 92 km: Breteuil, Saint-Just-en-Chaussée, Crèvecœur-le-Grand, Marseille-en-Beauvaisis, Gerberoy + Zona de servicii Hardivillers (în ambele sensuri)                           |                |
|                                                                | Trecerea din departamentul Oise în departamentul Somme. |                |
| 17 - Bosquel                                                   | La 108 km: Bosquel, Essertaux, Ailly-sur-Noye, Moreuil, Conty, Poix-de-Picardie                                                                                                 |                |
|                                                                | Zona de odihnă Vallée de la Selle (în ambele sensuri) |                |
| Intersecție                                                    | Intersecția dintre A29 și A16 la 97 km: Saint-Quentin, Amiens - sud, Reims, Lille                                                                                               | A29            |
| 18 - Salouël                                                   | La 123 km: Amiens, Salouël, Saleux |                |
| Intersecție                                                    | Intersecția dintre A29 și A16 la 129 km: Rouen, Le Havre, Dieppe, Poix-de-Picardie                                                                                              | A29            |
| 19 - Amiens - ouest                                            | La 127 km: Amiens |                |
| 20 - Amiens - nord                                             | La 132 km: Amiens, Longueau, RN 25 spre Arras și Saint-Quentin | RN25           |
|                                                                | Zona de odihnă Vignacourt (în ambele sensuri) |                |
| 21 - Flixecourt                                                | La 149 km: Flixecourt, Ville-le-Marclet, Picquigny, Vignacourt, Flesselles, Saint-Léger-lès-Domart                                                                              |                |
|                                                                | Zona de odihnă Haut Clocher (sensul Paris-Belgia), La Hétroye (sensul Belgia-Paris)                                                                                             |                |
| 22 - Abbeville - est                                           | La 167 km: Abbeville, Saint-Riquier, Pont-Remy, Doullens | RD1001         |
|                                                                | Viaductul Scardon |                |
| 23 - Abbeville - nord                                          | Intersecție între A16 și A28 la 179 km: Le Havre, Rouen, Le Tréport, Le Crotoy, Saint-Valery-sur-Somme                                                                          | A28            |
|                                                                | Zona de servicii Baie de Somme (în ambele sensuri) |                |
| 24 - Côte Picarde                                              | La 189 km: Rue, Le Crotoy, Saint-Valery-sur-Somme, Fort-Mahon-Plage, Quend, Crécy-en-Ponthieu                                                                                   | RD1001         |
|                                                                | Trecerea din departamentul Somme în departamentul Pas-de-Calais. |                |
|                                                                | Zona de odihnă Bois de la Commanderie (sensul Paris-Belgia), Fond de la Commanderie (sensul Belgia-Paris)                                                                       |                |
| 25 - Berck                                                     | La 207 km: Berck, Montreuil-sur-Mer, Merlimont, Fort-Mahon-Plage, Quend, Arras (RD 939)                                                                                         | RD939          |
| 26 - Étaples - Le Touquet                                      | La 219 km: Étaples, Le Touquet-Paris-Plage, Montreuil-sur-Mer, Merlimont, Cucq, Sainte-Cécile                                                                                   |                |
|                                                                | Zona de odihnă Falaises de Widehem (în ambele sensuri) |                |
| 27 - Neufchâtel-Hardelot                                       | La 232 km: Neufchâtel-Hardelot, Sainte-Cécile, Dannes, Condette |                |
|                                                                | La 239 km: Tunelul sub pădurea Hardelot |                |
| 28 - Isques - Landacres                                        | La 240 km: Boulogne-sur-Mer, Isques, Hesdin-l'Abbé, Pont-de-Briques, Samer, Desvres                                                                                             |                |
|                                                                | Viaductul Quéhen |                |
|                                                                | Viaductul Herquelingue |                |
| Punct de taxare                                                | Punctul de taxare Herquelingue (cu sistem închis) |                |
|                                                                | Viaductul Echinghen |                |
| 29 - Boulogne - centre                                         | La 244 km: Boulogne-sur-Mer, Outreau, Le Portel, Saint-Léonard, Saint-Étienne-au-Mont                                                                                           |                |
| 30 - Saint-Martin-Boulogne                                     | La 245 km: Boulogne-sur-Mer, Saint-Martin-Boulogne, Baincthun, Desvres (doar la ieșire din / intrare spre Paris, semi-intersecție)                                              |                |
| De Boulogne-sur-Mer la granița belgiană (Concesiune DIRN)      | |                |
| 31 - Boulogne - est                                            | La 223 km: Boulogne-sur-Mer, Saint-Martin-Boulogne, La Capelle-lès-Boulogne, Baincthun, Desvres, Saint-Omer, Lille                                                              | RN42           |
| 32 - Boulogne - nord                                           | La 226 km: Boulogne-sur-Mer, Wimereux, Wimille |                |
| 33 - Wimille - La Trésorerie                                   | La 229 km: Wimereux, Wimille, Wacquinghen |                |
| 34 - Wacquinghen                                               | La 232 km: Wacquinghen, Offrethun, Beuvrequen (doar la ieșire din / intrare spre Belgia, semi-intersecție)                                                                      |                |
|                                                                | Zona de servicii Épitre (sensul Paris-Belgia) |                |
| 35 - Marquise - sud                                            | La 235 km: Marquise, Rinxent, Beuvrequen (doar la ieșire din / intrare spre Paris, semi-intersecție)                                                                            |                |
| 36 - Marquise - nord                                           | La 237 km : Marquise, Rinxent, Guînes, Wissant |                |
| 37 - Saint-Inglevert - sud                                     | La 242 km: Saint-Inglevert, Leubringhen (doar la ieșire din / intrare spre Paris, semi-intersecție)                                                                             |                |
|                                                                | Zona de servicii Deux Caps (sensul Belgia-Paris) |                |
| 38 - Saint-Inglevert - nord                                    | La 245 km: Saint-Inglevert, Wissant (doar la ieșire din / intrare spre Belgia, semi-intersecție)                                                                                |                |
| 39 - Bonningues-lès-Calais                                     | La 248 km: Bonningues-lès-Calais, Peuplingues |                |
| 40 - Peuplingues                                               | La 250 km: Peuplingues, Escalles, Fréthun |                |
| 41 - Coquelles                                                 | La 251 km: Coquelles, Sangatte |                |
| Secțiune care face parte din drumul european de referință E 40 | |                |
| 42 - Eurotunnel                                                | La 253 km: Tunelul Canalului Mânecii, Folkestone, Londra ( Regatul Unit) |                |
|                                                                | 2 × 3 benzi |                |
| 43 - Calais - centre                                           | La254 km: Calais, Guînes, Coulogne, Blériot-Plage |                |
| 44 - Calais - Saint-Pierre                                     | La 255 km: Calais |                |
| 45 - Ardres                                                    | La 257 km: Calais, Ardres (doar la intrare spre Paris, sfert-intersecție) |                |
|                                                                | 2 × 2 benzi |                |
| 46 - Saint-Omer                                                | La 258 km: Calais, Coulogne, RD 943 spre Ardres și Saint-Omer | RD943          |
| Intersecție                                                    | Intersecție între A16 și A26 la 259 km: Saint-Omer, Arras, Reims | A26            |
| 47 - Calais - ports                                            | Intersecție între A16 și A216: Calais | A216           |
|                                                                | Zona de odihnă Beau Marais (sensul Belgia-Paris) |                |
| 48 - Marck - ouest                                             | La 261 km: Marck |                |
| 49 - Marck - est                                               | La 264 km: Marck |                |
|                                                                | Zona de odihnă Offekerque (sensul Paris-Belgia) |                |
| 50 - Nouvelle-Église                                           | La 270 km: Oye-Plage, Audruicq |                |
| 51 - Saint-Folquin                                             | La 276 km: Gravelines, Grand-Fort-Philippe, Saint-Folquin |                |
|                                                                | Trecerea din departamentul Pas-de-Calais în departamentul Nord. |                |
|                                                                | Zona de odihnă Saint-Georges-sur-l'Aa (sensul Belgia-Paris) |                |
| 52 - Bourbourg                                                 | La 280 km: Bourbourg, Saint-Georges-sur-l'Aa, Gravelines |                |
| 53 - Craywick - Loon-Plage                                     | La 283 km: Loon-Plage, Craywick, Bourbourg, Dunkerque-Mardyck, Saint-Omer |                |
| 54 - Spycker                                                   | La 291 km: Grande-Synthe, Dunkerque, Fort-Mardyck, Spycker, Dunkerque-Mardyck                                                                                                   |                |
| 55 - Grande-Synthe Gourghain                                   | La 292 km: Grande-Synthe (doar la ieșire din Belgia / intrare spre Paris, semi-intersecție)                                                                                     |                |
|                                                                | Zona de servicii Grande-Synthe (sensul Belgia-Paris) |                |
| 56 - Grande-Synthe Moulin                                      | La 293 km: Grande-Synthe |                |
| 57 - Lille                                                     | Intersecție între A16 și RN 225/A25 la 294 km: Grande-Synthe, Fort-Mardyck, Dunkerque, Bergues, Armentières, Lille (A25)                                                        | RN225 A25      |
| 58 - Saint-Pol-sur-Mer                                         | La 296 km: Saint-Pol-sur-Mer, Dunkerque |                |
|                                                                | 2 × 3 benzi |                |
| 59 - Cappelle-la-Grande                                        | La 297 km: Dunkerque, Cappelle-la-Grande (doar la ieșire din / intrare spre Belgia, semi-intersecție)                                                                           |                |
| 60 - Coudekerque-Branche - centre                              | La 298 km: Dunkerque, Coudekerque-Branche, Cappelle-la-Grande, Bergues |                |
| 61 - Coudekerque-Branche                                       | La 299 km: Coudekerque-Branche, Coudekerque, Dunkerque |                |
| 62 - Dunkerque - centre                                        | La 300 km: Dunkerque, Coudekerque-Branche, Téteghem, Leffrinckoucke |                |
|                                                                | 2 × 2 benzi |                |
|                                                                | Zona de odihnă Téteghem Sud (sens Paris-Belgia) |                |
| 63 - Téteghem                                                  | La 302 km: Téteghem, Leffrinckoucke, Zuydcoote, Dunkerque (doar la ieșire din / intrare spre Paris, semi-intersecție)                                                           |                |
|                                                                | Zona de odihnă Téteghem Nord (sens Belgia-Paris) |                |
| 64 - Leffrinckoucke                                            | La 304 km: Téteghem, Leffrinckoucke, Zuydcoote, Dunkerque (doar la ieșire din / intrare spre Belgia, semi-intersecție)                                                          |                |
| 65 - Ghyvelde                                                  | La 310 km: Ghyvelde, Bray-Dunes, Hondschoote, Les Moëres, Steenvoorde |                |
|                                                                | Zona de odihnă Ghyvelde (sensul Paris-Belgia), Moëres (sensul Belgia-Paris) |                |
|                                                                | Intrare pe teritoriul belgian: la 312 km, La Panne, Adinkerque |                |

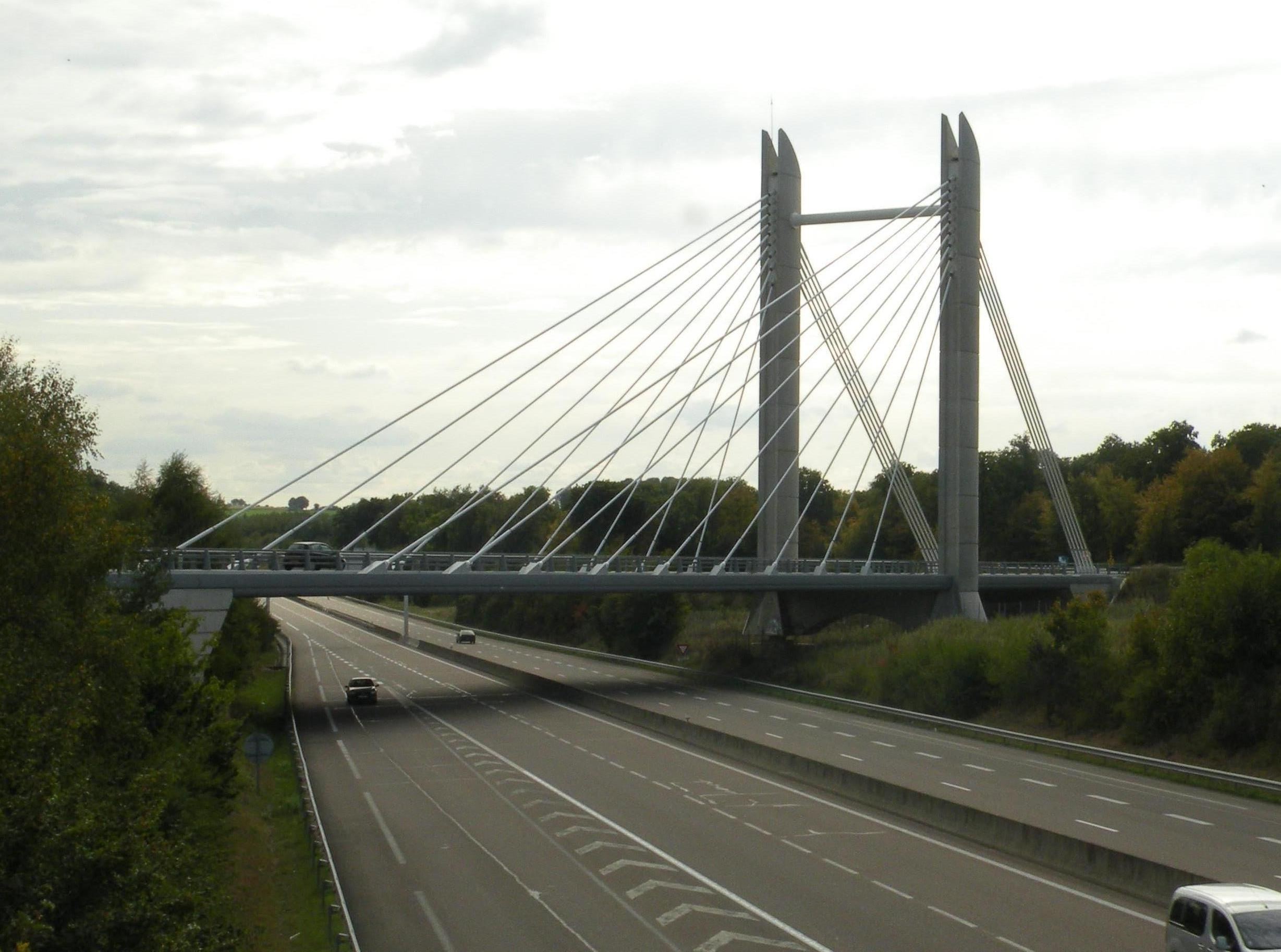
RN 31, suprapus pe Autostrada A16 în apropierea Beauvais.
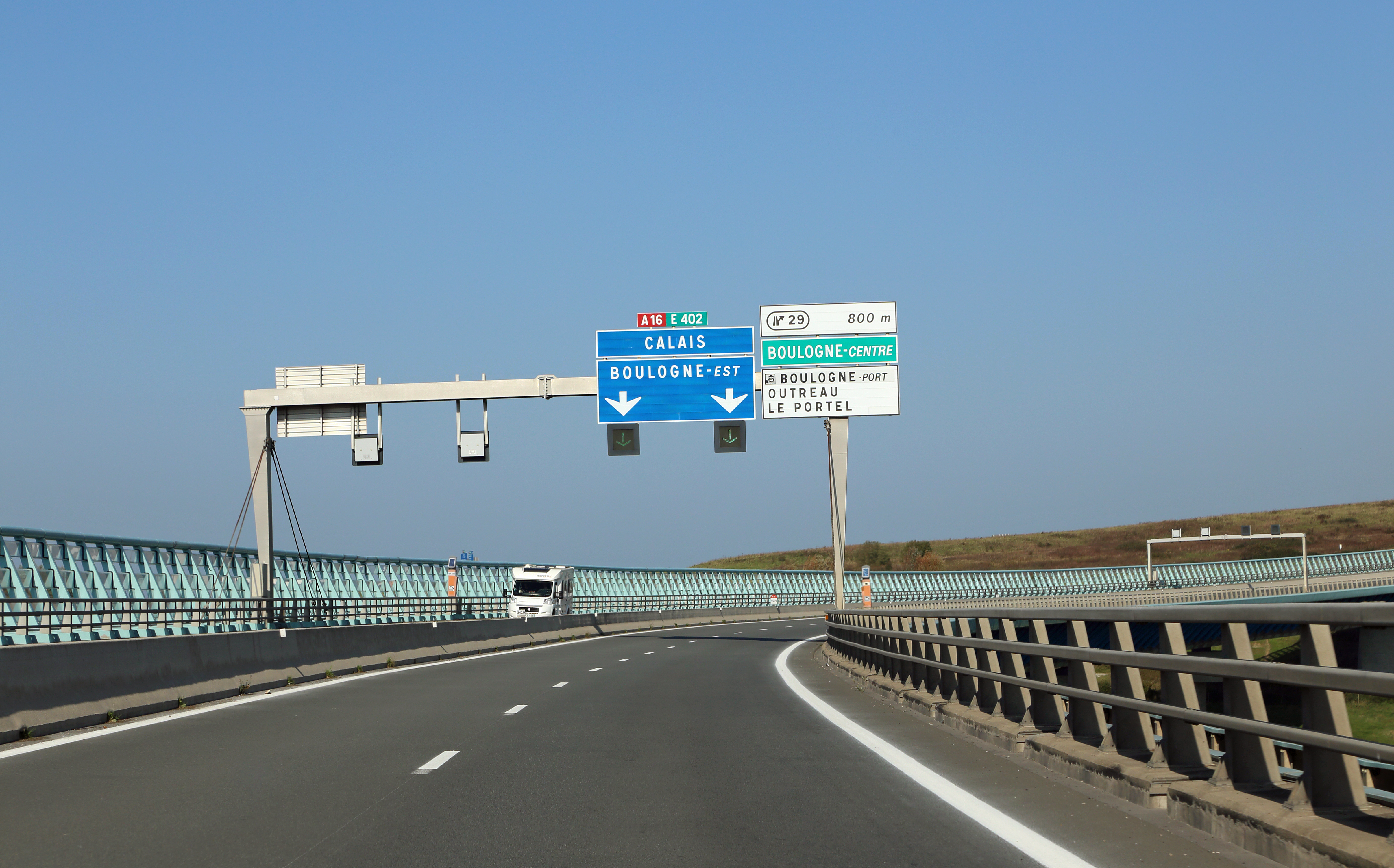
Autostrada A16, pe viaductul d'Echinghen, aproape de Boulogne-sur-Mer (Pas-de-Calais).
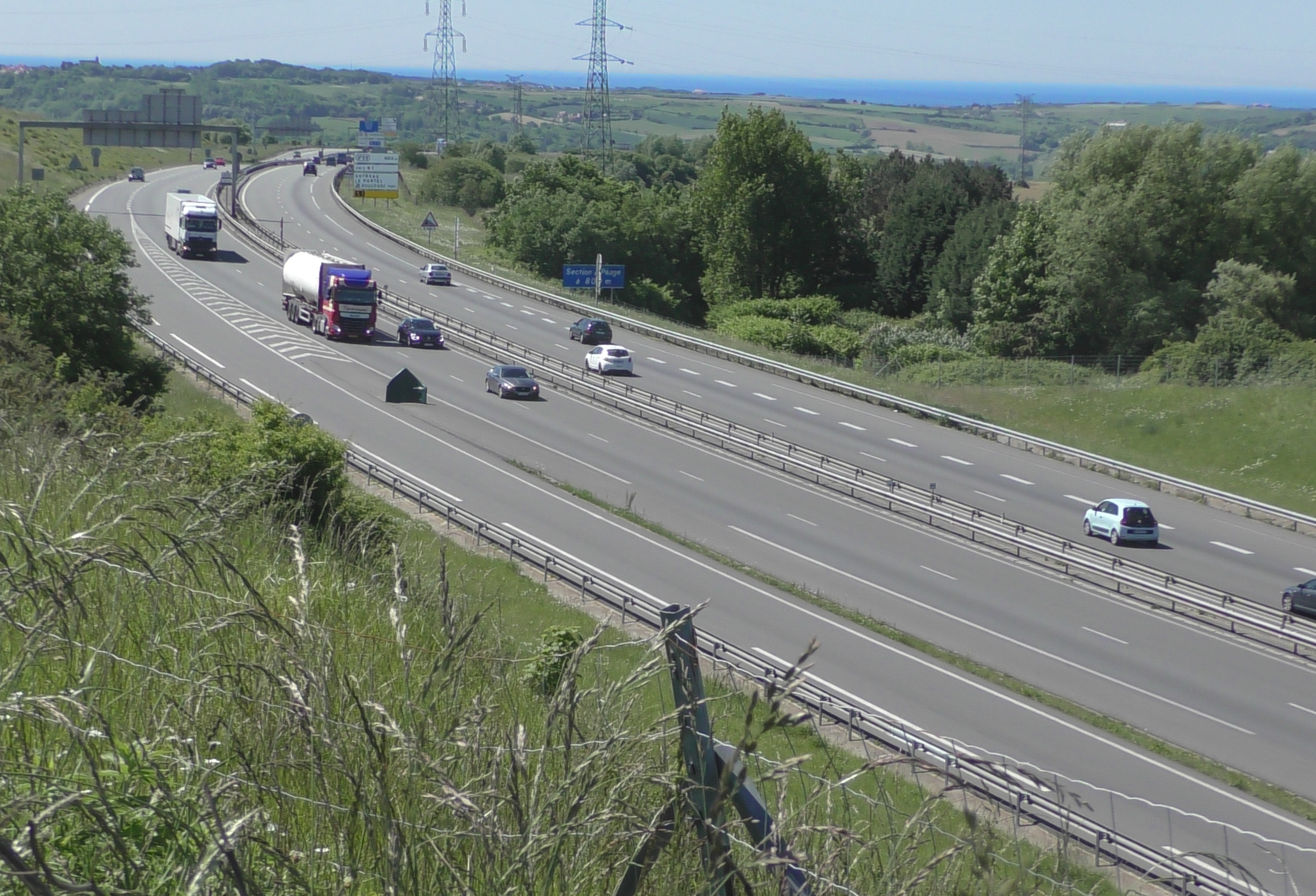
Autostrada A16, în apropierea Saint-Martin-Boulogne (Pas-de-Calais).
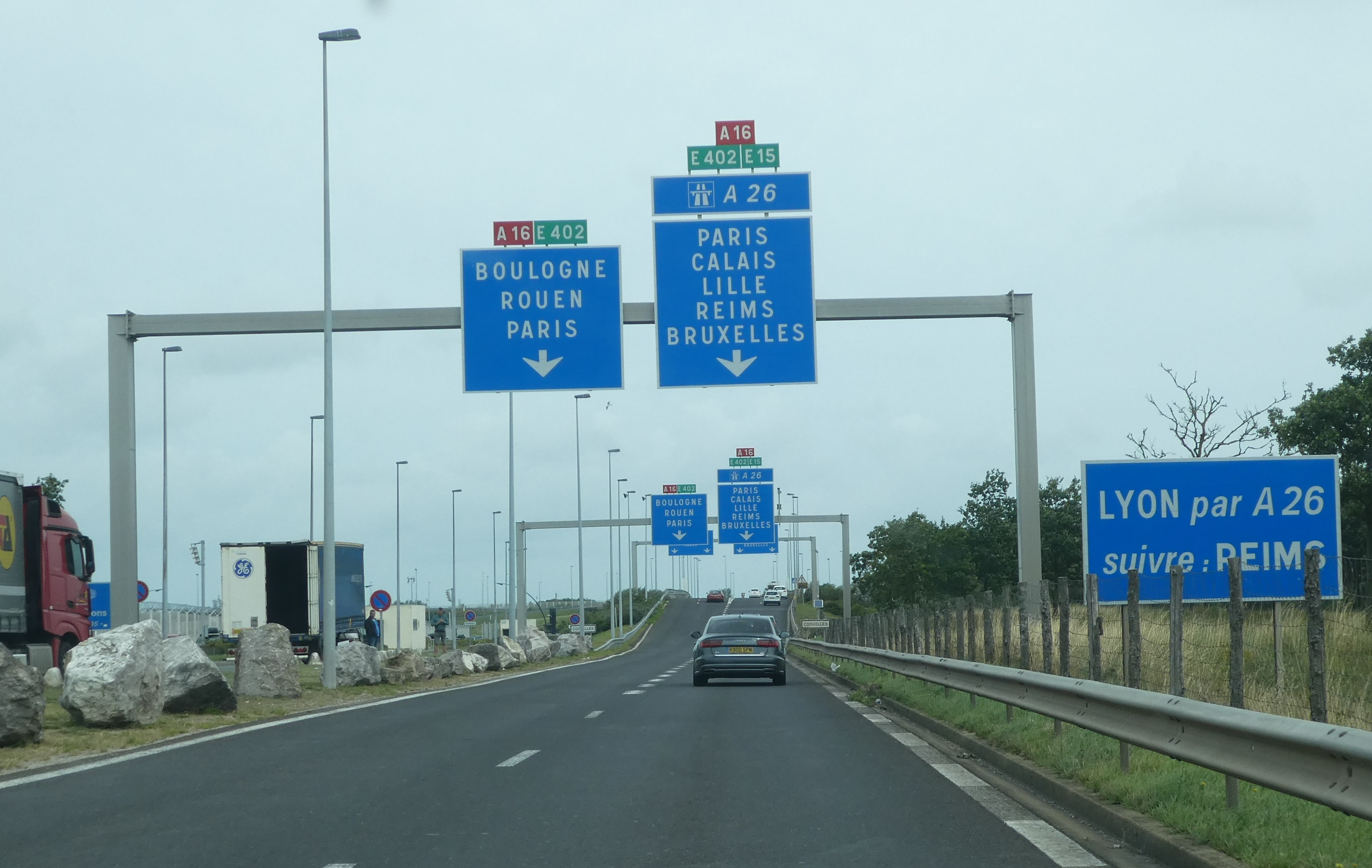
A16 la ieșirea din naveta Eurotunnel[n 2].
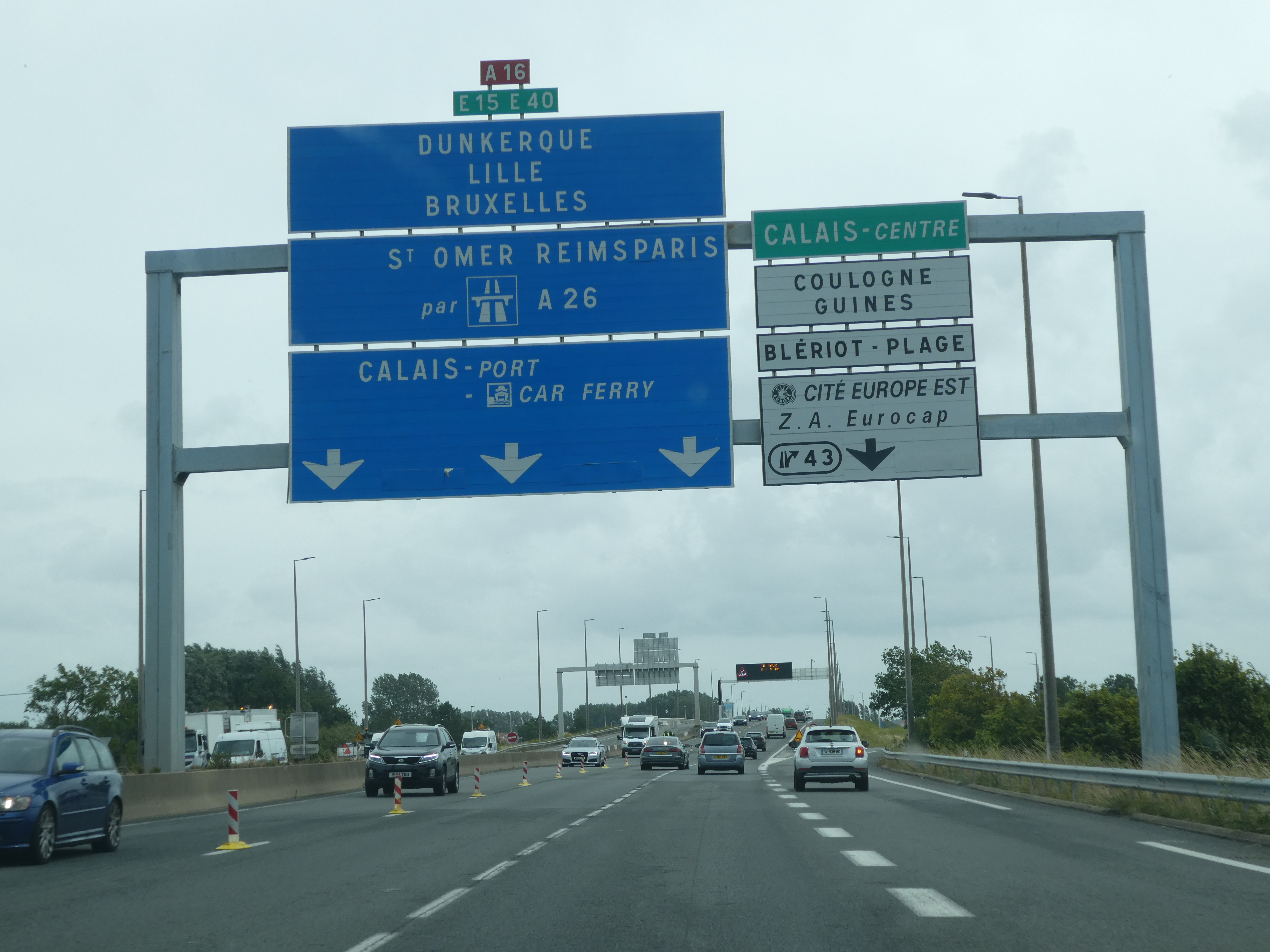
Autostrada A16 în direcția Belgiei, la ieșirea 43, aproape de Calais.
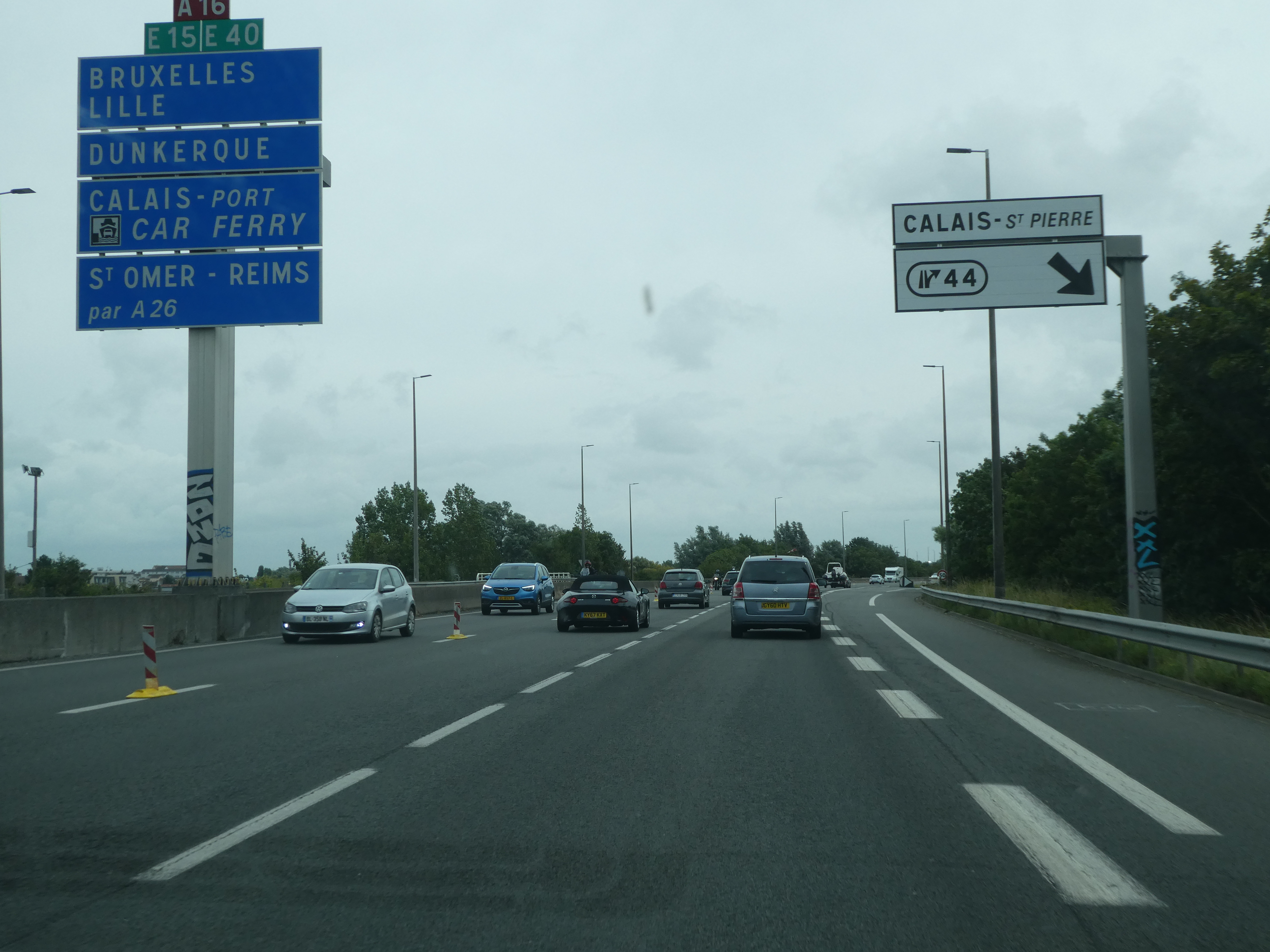
Autostrada A16 în direcția Belgiei, la ieșirea 44, aproape de Calais.
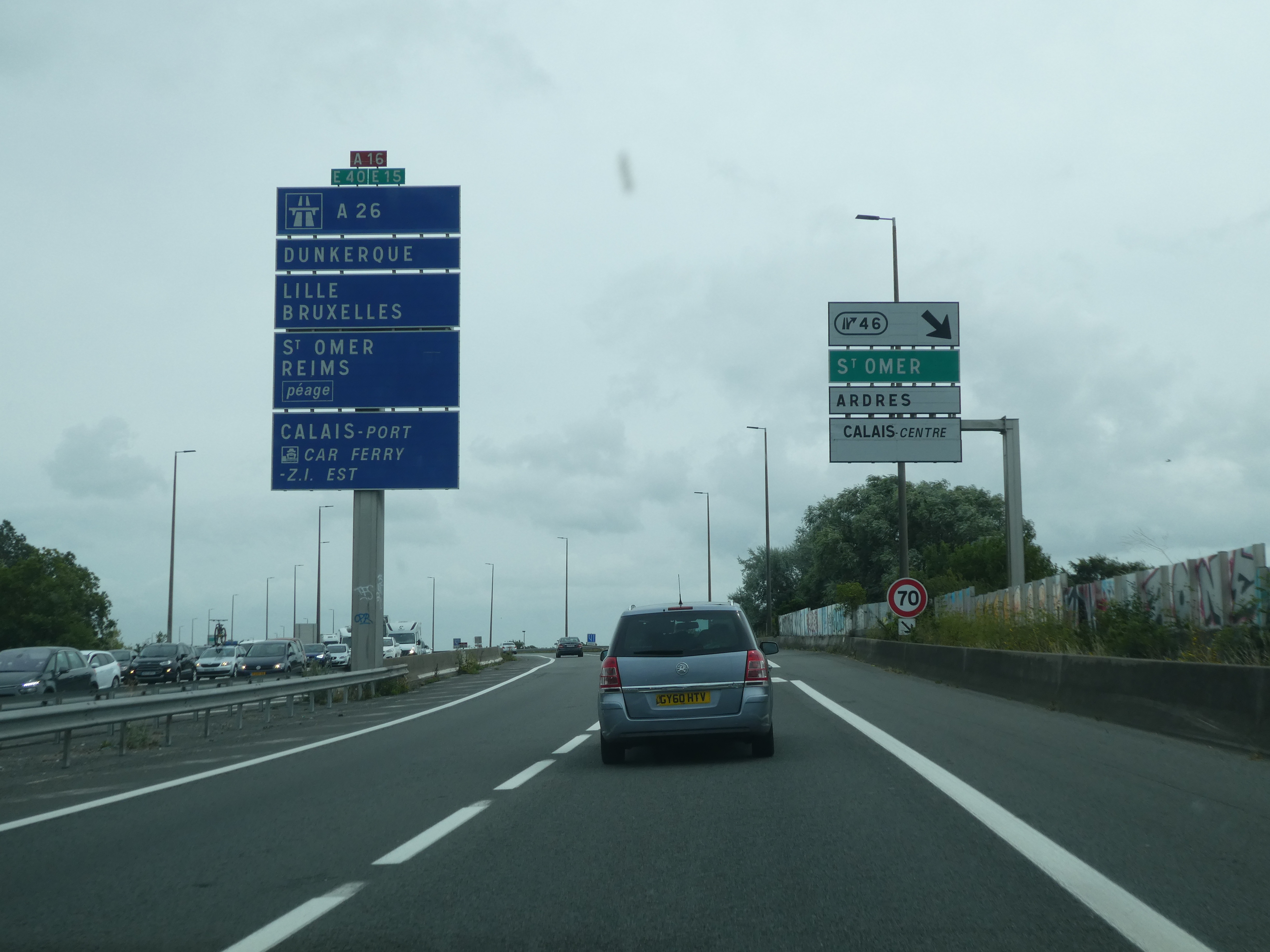
Autostrada A16 în direcția Belgiei, la ieșirea 46, aproape de Calais.
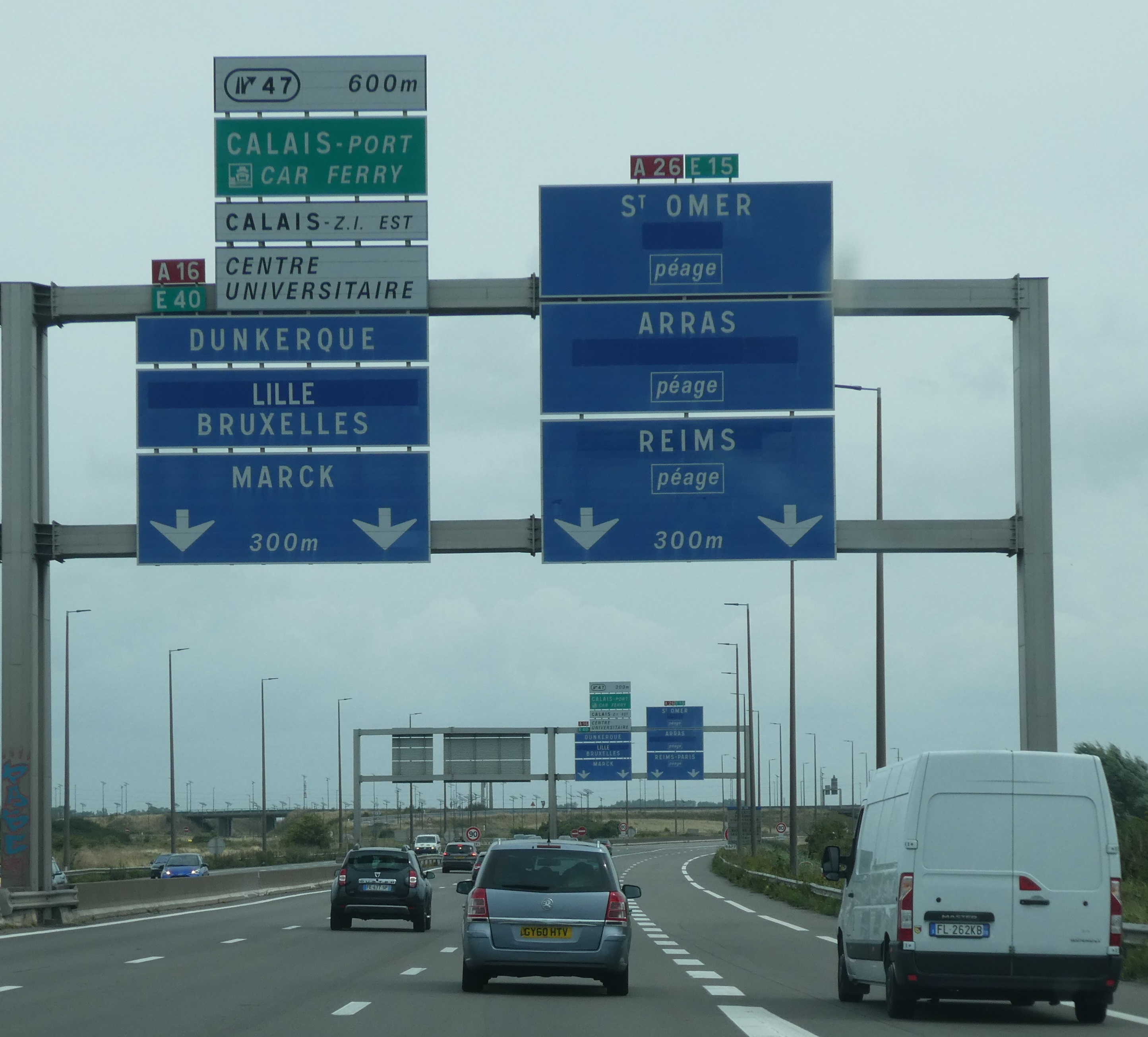
Autostrada A16 în direcția Belgiei, la intersecția cu autostrada A26.

## Locuri sensibile
Viaductele Echinghen, Herquelingue și Quéhen, aproape de Boulogne-sur-Mer, și Scardon, aproape de Abbeville, sunt expuse la vânturi puternice din lateral. Viaductul Echinghen este cel mai expus și poate fi interzis pentru rulote, ba chiar închis pentru orice circulație în caz de furtună puternică.
Deși circulația este în mod obișnuit fluidă pe toată lungimea sa, pot apărea câteva ambuteiaje în orele de vârf pe câțiva kilometri în Île-de-France, la ieșirea 31 spre Boulogne-Est (legătură cu RN 42) precum și la ieșirile 41, 42 și 43 spre Calais și Tunelul Canalului Mânecii. În jurul celor trei porturi mari, autostrada, care s-a dovedit rapid a fi un loc strategic și mediatic pentru manifestații, este adesea blocată sau încetinită în timpul mișcărilor sociale.
Din 2008, migranții încearcă să se urce pe camioanele cu destinația Regatul Unit, obligând la închiderea a patru zone de odihnă în zona Dunkerque:
- în 2008, zona de odihnă Saint-Georges-sur-l'Aa;
- în 2009, zona de odihnă Téteghem Nord și Moëres;
- în 2016, zona de odihnă Beau-Marais, al cărei acces este blocat din 27 iunie de bariere de securitate[22].

Zona de odihnă Grande-Synthe rămâne deschisă sub supravegherea poliției. Același lucru este valabil și pentru zona de odihnă Saint-Laurent, aproape de Steenvoorde.

## Iluminare
Această autostradă a fost inițial foarte bine iluminată, având chiar un iluminat suplimentar în curbe. Pe o mare parte a traseului, iluminatul s-a dovedit, în cele din urmă, fără efect asupra siguranței rutiere, ba chiar accidentogen local, probabil pentru că reducea vigilența șoferilor care creșteau viteza, ceea ce sporea gravitatea accidentelor. Laboratorul de antropologie aplicată din Paris, al Universității Paris-Descartes, a arătat în 2001 o « disociere între efort, care variază puțin, și nivelurile de oboseală și somnolență, care cresc »; « În ceea ce privește îmbunătățirea siguranței și ajutorul pentru menținerea vigilenței, iluminatul continuu nu pare mai realist decât întunericul continuu » concluzionau de asemenea autorii.
În 2006, iluminatul de pe A16 a fost eliminat; acesta va fi restabilit în octombrie 2016, lângă Tunelul Canalului Mânecii.
În 2007, un studiu francez de accidentologie comparativă bazat pe unsprezece ani de statistici ale accidentelor a comparat A16 din Nord-Pas-de-Calais cu alte autostrăzi regionale sau căi cu configurație de autostradă. Acest studiu a concluzionat, având în vedere statisticile accidentelor, că în câmpie, toate celelalte fiind egale, iluminatul autostrăzilor (sau al căilor rapide) nu îmbunătățește siguranța, fie din punctul de vedere al numărului de accidente, fie al gravității accidentelor. După o fază de testare a opririi lămpilor amplasate pe secțiunile cele mai puțin periculoase ale autostrăzii, care nu a arătat o creștere a numărului de accidente, dimpotrivă, administrația drumurilor a concluzionat că pentru A16 „îmbunătățirea siguranței rutiere prin iluminat nefiind stabilită, pare rațional să se mențină oprirea iluminatului între Boulogne și frontiera belgiană pentru secțiunile în câmpie.” Cu aceeași ocazie, s-au putut face economii de energie, precum și progrese în ceea ce privește poluarea luminoasă, costul de funcționare și întreținere (între 600.000 și 900.000 de euro pe an, doar pentru întreținerea iluminatului).
Pentru a îmbunătăți siguranța și confortul la volan, DIR Nord are totuși o politică de reînnoire crescută a semnalizării orizontale pentru a ajuta șoferii să perceapă mai bine traseul autostrăzii pe timpul nopții.